# George Elwood Smith
George Elwood Smith, ameriški fizik, * 10. maj 1930, White Plains, New York, ZDA, † 28. maj 2025, Barnegat Township, New Jersey, ZDA.
Smith je leta 2009 skupaj s Boyleom prejel Nobelovo nagrado za fiziko za izum polprevodniškega vezja za zajem slike, senzorja CCD.